# José Pardo y Barreda
José Pardo y Barreda (Lima; Peru — Lima; 1864) foi um político e Presidente do Peru.